# Шошони (Вајоминг)
Шошони (енгл. Shoshoni) град је у америчкој савезној држави Вајоминг.

## Демографија
По попису из 2010. године број становника је 649, што је 14 (2,2%) становника више него 2000. године.
| Група             | 2000.       | 2010.       |
| Белци             | 583 (91,8%) | 551 (84,9%) |
| Афроамериканци    | 1 (0,2%)    | 7 (1,1%)    |
| Азијати           | 7 (1,1%)    | 4 (0,6%)    |
| Хиспаноамериканци | 25 (3,9%)   | 62 (9,6%)   |
| Укупно            | 635         | 649         |